# 阿波エクスプレス京都号
阿波エクスプレス京都号（あわエクスプレスきょうとごう）は、京都市、乙訓郡大山崎町、高槻市と淡路島、鳴門市、板野郡松茂町、徳島市を結ぶ昼行高速バスである。全便座席指定制のため、乗車には予約が必要。
関西 - 徳島間の高速バスは、JR・本四海峡バス系と徳島バス・私鉄系とは同じ行き先でも完全に別立てで運行されているが、この京都系統のみは両系統の共同運行となっている。
このバスの愛称は、西日本JRバス、JR四国バス、京阪バス、本四海峡バスの4社が阿波エクスプレス京都号（あわエクスプレスきょうとごう）に統一している。

## 運行会社
- 西日本ジェイアールバス（京都営業所）
  - 繁忙期の続行便は西日本ジェイアールバスサービスが担当する場合がある。
- 京阪バス（洛南営業所）
- ジェイアール四国バス（徳島支店）
- 本四海峡バス（徳島営業所）
- 徳島バス（徳島営業所）

## 停車停留所
京都駅（中央口） - 名神大山崎 - 名神高槻 - 淡路IC - 洲本IC - 志知 - 鳴門公園口 -  大塚国際美術館 - アオアヲナルトリゾート - 高速鳴門 - 松茂 - 徳島大学前 - 徳島駅
- 太字は通過便あり。
- 鳴門公園口は下り（徳島行）の降車のみ。
- 繁忙期は道路が非常に混雑するため、名神大山崎、名神高槻の各停留所を休止する場合がある。

## 運行回数
- 1日9往復（本四1往復・他は各2往復）。
  - 正子を跨いで運行する便はない。

## 歴史
- 1999年3月1日 - 運行開始（1日6往復）。
- 2006年7月1日 - 本四海峡バスの参入により1往復増便、1日7往復となる。同時に大山崎・高槻への停車開始。
- 2017年4月1日 - 土日祝（繁忙期）のみ1日9往復に増便。
- 2020年7月1日 - 全日9往復に変更、淡路島に停車開始。

## 車内設備
- ハイデッカー車（西日本JRバスは主にスーパーハイデッカー車）
- 4列リクライニングシート
- トイレ
- 西日本JRバス担当便の続行便を西日本JRバスサービスが運行する場合はトイレ付4列シート車を使用。車体に西日本JRバスからの受託運行である旨を表示する。